# Carl-Werner Sanne

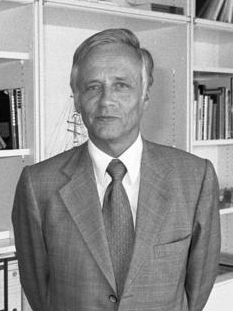
Carl-Werner Sanne

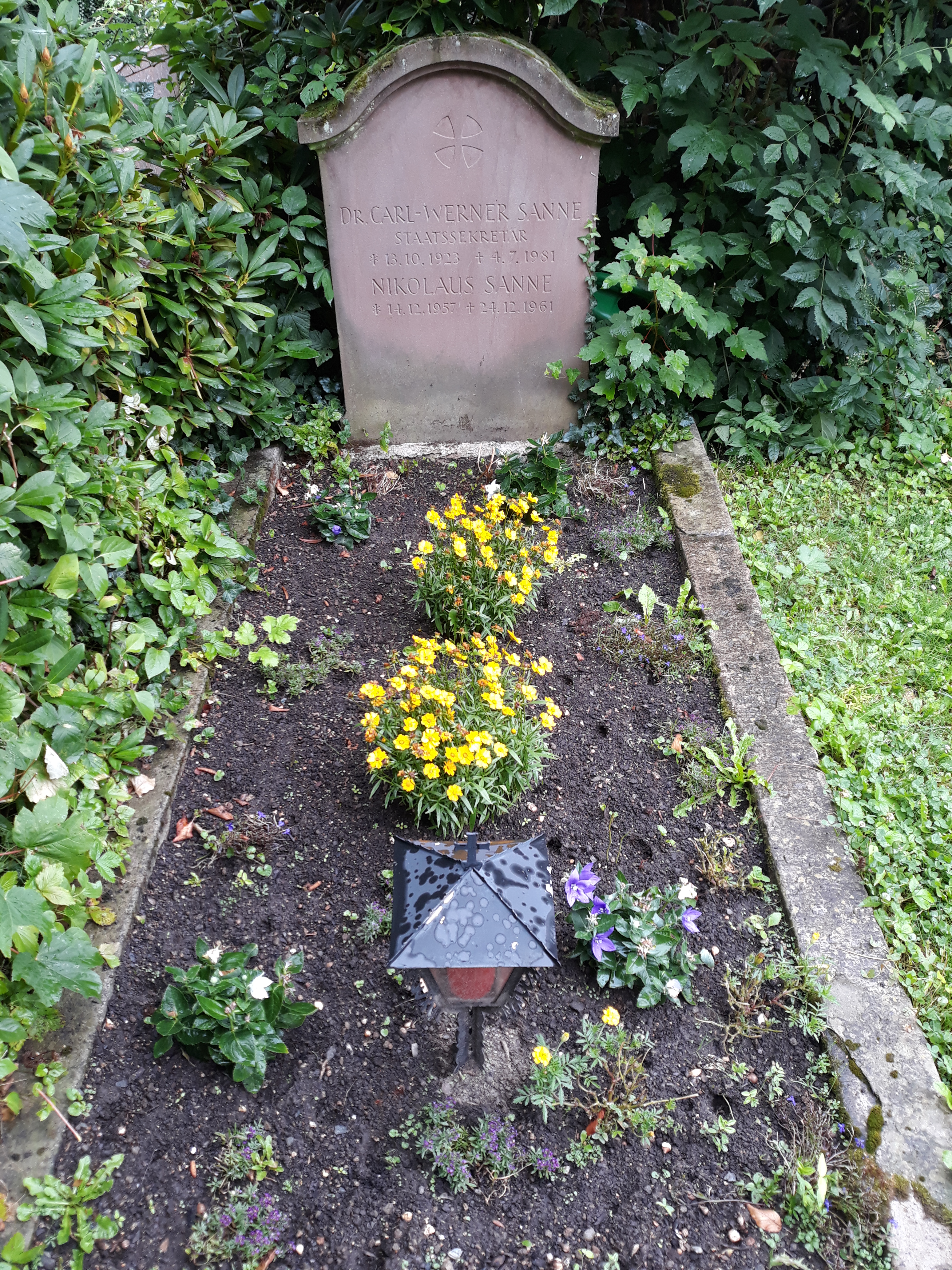
Das Grab von Carl-Werner Sanne auf dem Burgfriedhof Bad Godesberg in Bonn

Carl-Werner Sanne (* 13. Oktober 1923 in Stuttgart; † 4. Juli 1981 in Bonn) war ein deutscher Diplomat.

## Leben
Sanne war Sohn des Berufsoffiziers Werner Sanne, der im Zweiten Weltkrieg als Generalleutnant während des deutschen Angriffs auf Stalingrad Kommandeur der 100. Jäger-Division (Wehrmacht) war, und besuchte aufgrund der Versetzungen seines Vaters Schulen in Rostock, Ludwigslust, Paderborn, Bad Kissingen und Siegen. Nach dem Abitur trat er 1940 seinen Wehrdienst bei der Kriegsmarine an und diente dort bis zum Ende des Zweiten Weltkrieges.
Nach Kriegsende begann er 1945 eine Berufsausbildung zum Kaufmann bei Siemens & Halske und absolvierte zugleich ein Studium der Betriebswirtschaft an der Ludwig-Maximilians-Universität München, das er 1951 als Diplom-Kaufmann abschloss.
Nach Abschluss des Studiums trat er 1951 in das neugegründete Auswärtige Amt ein, gehörte damit zu den ersten Diplomaten des Auswärtigen Dienstes der Bundesrepublik Deutschland und war bis 1953 in der Zentrale in Bonn tätig. 1953 erfolgte an der LMU München seine Promotion zum Dr. oec. publ. mit einer Dissertation zum Thema Rationalisierungsprobleme der gegenwärtigen Wirtschaft mit besonderer Berücksichtigung der deutschen Industrie.
Im Anschluss war er zuerst Mitarbeiter der Botschaft in Frankreich, fand danach Verwendung von 1956 bis 1959 in der Ständigen Vertretung bei der NATO in Paris, ehe er danach erneut im Auswärtigen Amt tätig war. Im Anschluss war er von 1963 bis 1966 in einer Auslandsvertretung eingesetzt sowie anschließend Mitarbeiter im Planungsstab des Auswärtigen Amtes. 1969 wechselte er zusammen mit Egon Bahr von dort in das Bundeskanzleramt, in dem er unter den Bundeskanzlern Willy Brandt und Helmut Schmidt als Vortragender Legationsrat Leiter der Abteilung für Außen- und Deutschlandpolitik war. In dieser Funktion war er maßgeblich an dem am 21. Dezember 1972 geschlossenen Grundlagenvertrag mit der Deutschen Demokratischen Republik beteiligt. Zuvor hatte er bereits an Verhandlungen mit Polen mitgewirkt und damit zur Einleitung der Neuen Ostpolitik beigetragen.
Als Schmidt nach der Bundestagswahl 1976 Sanne zum Staatssekretär für Deutschland- und Ostpolitik in das Bundeskanzleramt berufen wollte, scheiterte dies am Widerstand des Koalitionspartners F.D.P., da Bundesaußenminister Hans-Dietrich Genscher dadurch die Kompetenz und den Einfluss des Auswärtigen Amtes gefährdet sah.
Stattdessen wurde Sanne 1976 als Nachfolger von Axel Herbst Botschafter und Leiter der Ständigen Vertretung bei den Vereinten Nationen in Genf und übte dieses Amt bis zu seiner Ablösung durch Per Fischer 1978 aus.
Danach wurde er im Februar 1978 Staatssekretär für Bundesministerium für wirtschaftliche Zusammenarbeit und bekleidete dieses Amt bis zu seinem Tod. Kurz zuvor wurde 1978 die Absicht aufgegeben, den anerkannten Fachmann für deutschlandpolitische Fragen als Nachfolger von Günter Gaus zum Leiter der Ständigen Vertretung in der DDR zu ernennen, da Sanne bereits seit 1976 an Krebs erkrankt war. Gaus sollte stattdessen Nachfolger von Sanne als Ständiger Vertreter bei der UNO in Genf werden.